# スティーブ・フォーブス
スティーブ・フォーブス（Steve Forbes、1977年2月26日 - ）は、アメリカ合衆国の男性プロボクサー。オレゴン州ポートランド出身。元IBF世界スーパーフェザー級王者。

## 来歴
1996年12月6日、フォーブスはデビュー戦を行い4回2-0の判定勝ちで白星でデビューを飾った。
その後は無敗をキープしたが2000年3月11日、インディオのファンタジー・スプリングスカジノでIBA世界ライト級王者アレハンドロ・ゴンサレスと対戦し12回0-2の判定負けでキャリア初黒星を付けられ、王座獲得に失敗した。
2000年9月17日、デトロイトのコボ・アリーナでUSBA全米スーパーフェザー級王者デビット・サントスと対戦し12回3-0の判定勝ちで王座獲得に成功した。
2000年12月3日、ディエゴ・コラレスの返上で空位になったIBF世界スーパーフェザー級王座決定戦をフロリダ州マイアミのミッコスーキー・インディアン・ゲーミング・リゾートでジョン・ブラウンと対戦し判定では1-2と負けていたが、8回2分22秒逆転TKO勝ちで王座獲得に成功した。
2001年9月29日、前回と同じ場所でジョン・ブラウンとリマッチを行い12回3-0の判定勝ちで初防衛に成功した。
2002年8月18日、2年前に全米王座を獲得した相手でもあるデビット・サントスと再戦を行うも、前日計量でフォーブスが計量失格になったためフォーブスが勝てば王座は空位、サントスが勝てば王座交代の変則ルールで試合は通常通り行われ12回2-1の判定勝ちを収めたが、王座は空位になった。
2003年10月4日、ロサンゼルスのステイプルズ・センターでIBF世界スーパーフェザー級王者カルロス・エルナンデスと対戦し10回0-3の負傷判定負けで1年2か月振りの王座返り咲きに失敗した。
2004年8月7日、コネチカット州フォックスウッズ・リゾート・カジノで今回の試合がアメリカデビューのWBA世界スーパーフェザー級王者ヨーサナン・3Kバッテリーと対戦し12回0-3の判定負けでIBFに続く王座獲得に失敗した。
2006年1月29日、ESPN主催のザ・コンテンダーに登場。フレディ・クリエールと対戦し5回3-0の判定勝ちで決勝にコマを進めた。
2006年2月1日、ニック・アセベドと対戦し5回2-1の判定勝ちでザ・コンテンダー優勝を果たした。
2007年3月17日、マンダレイ・ベイ・イベント・センターでUSBA全米スーパーライト級王者で26戦全勝のデメトリアス・ホプキンスと対戦し12回0-3の判定負けで王座獲得に失敗した。
2008年5月3日、スタブハブ・センターで元世界6階級制覇王者オスカー・デ・ラ・ホーヤと対戦し完封負けとなる12回0-3の判定負けを喫した。
2008年9月27日、スタブハブ・センターでWBC世界ウェルター級王者アンドレ・ベルトと対戦し12回0-3の判定負けで2階級制覇に失敗した。
2011年6月17日、元トップアマでもあるカリム・メイフィールドと対戦しキャリア初のKO負けとなる最終10回1分3秒TKO負け。
2013年1月12日、後のWBA世界スーパーライト級暫定王者ヨハン・ペレスと対戦し10回0-2の判定負け。

## 獲得タイトル
- IBA世界ライト級王座
- USBA全米スーパーフェザー級王座
- IBF世界スーパーフェザー級王座（防衛1度→剥奪）
- 2006年度ザ・コンテンダー優勝